# Airbus (Zivilflugzeugsparte)/Geschichte
Die Geschichte der Zivilflugzeugsparte von Airbus handelt von der Unternehmensgeschichte der 1970 als Airbus Industrie gegründeten Airbus S.A.S. mit Sitz in Toulouse, Frankreich. Airbus S.A.S. ist eine Tochtergesellschaft der Airbus-Gruppe. Sie ist der größte europäische und seit Ende 2019 auch weltweit der größte Flugzeughersteller. Zusammen mit Boeing bildet Airbus ein Duopol für Großraumflugzeuge.

## Zeitstrahl Namen
| Strukturelle Entwicklung von Airbus |                      |                                                  |                                                  |                                                  |                                                  |                                                  |                                                  |                              |                              |                              |                              |  |
| 18. Dezember 1970                   | 1. Januar 1992       | 10. Juli 2000                                    | 18. September 2000                               | Januar 2001                                      | 1. Dezember 2006                                 | 1. April 2009                                    | 17. September 2010                               | 17. Januar 2014              | 27. Mai 2015                 | 1. Januar 2017               | 1. Januar 2022               |  |
|                                     |                      | European Aeronautic Defence and Space Company NV | European Aeronautic Defence and Space Company NV | European Aeronautic Defence and Space Company NV | European Aeronautic Defence and Space Company NV | European Aeronautic Defence and Space Company NV | European Aeronautic Defence and Space Company NV | Airbus Group NV              | Airbus Group SE              | Airbus SE                    | Airbus SE                    |  |
| Airbus Industrie GIE                | Airbus Industrie GIE | Airbus Industrie GIE                             | Airbus Industrie GIE                             | Airbus SAS                                       | Airbus SAS                                       | Airbus SAS                                       | Airbus SAS                                       | Airbus SAS                   | Airbus SAS                   | Airbus SAS                   | Airbus SAS                   |  |
| Airbus Industrie GIE                | Airbus Industrie GIE | Airbus Industrie GIE                             | Airbus Industrie GIE                             |                                                  |                                                  | Airbus Military SAS                              | Airbus Military SAS                              | Airbus Defence and Space SAS | Airbus Defence and Space SAS | Airbus Defence and Space SAS | Airbus Defence and Space SAS |  |
|                                     |                      | EADS Defence and Security                        | EADS Defence and Security                        | EADS Defence and Security                        | EADS Defence and Security                        | EADS Defence and Security                        | Cassidian SAS                                    | Airbus Defence and Space SAS | Airbus Defence and Space SAS | Airbus Defence and Space SAS | Airbus Defence and Space SAS |  |
|                                     |                      | Astrium SAS                                      | Astrium SAS                                      | Astrium SAS                                      | Astrium SAS                                      | EADS Astrium SAS                                 | EADS Astrium SAS                                 | EADS Astrium SAS             | EADS Astrium SAS             | EADS Astrium SAS             | Airbus Defence and Space SAS |  |
|                                     | Eurocopter SA        | Eurocopter SA                                    | Eurocopter SA                                    | Eurocopter SA                                    | Eurocopter SAS                                   | Eurocopter SAS                                   | Eurocopter SAS                                   | Eurocopter SAS               | Eurocopter SAS               | Airbus Helicopters SAS       | Airbus Helicopters SAS       |  |
|                                     |                      |                                                  |                                                  |                                                  |                                                  |                                                  |                                                  |                              |                              |                              |                              |  |

## Geschichte

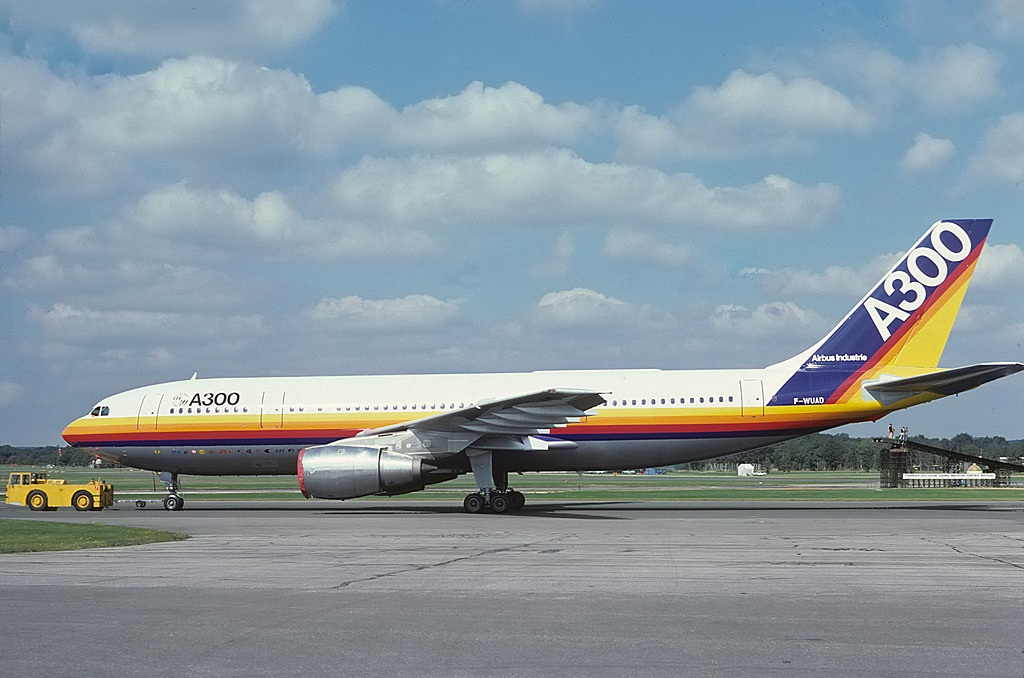
Airbus A300

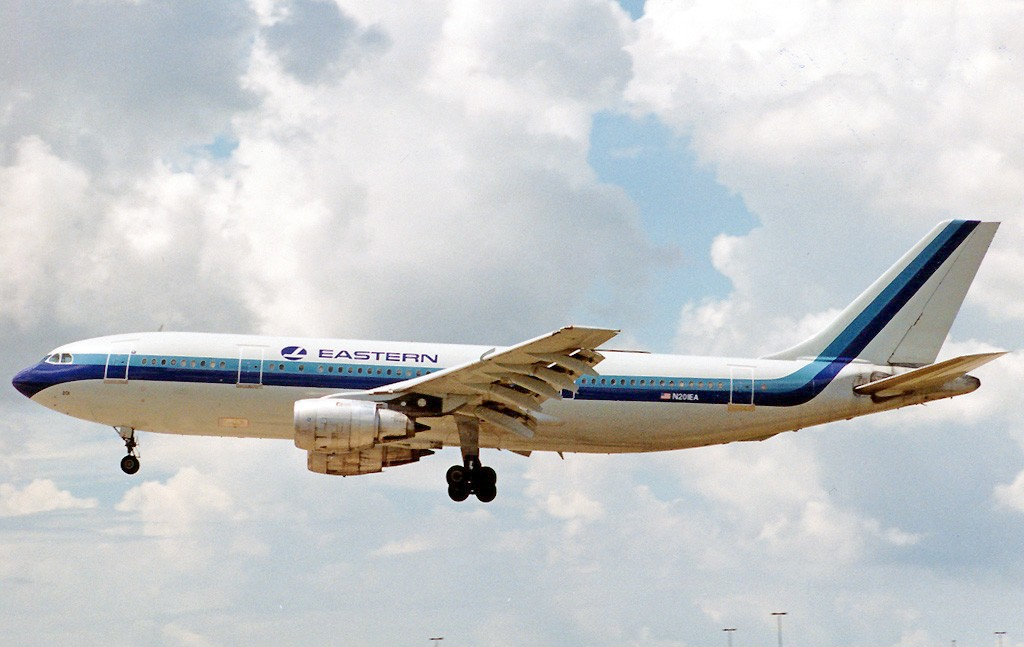
Der erste nordamerikanische Kunde war Eastern Air Lines mit diesem Airbus A300B4.

Airbus lieferte sein erstes Flugzeug vom Typ Airbus A300 (der Prototyp war am 28. Oktober 1972 erstmals geflogen) am 30. Mai 1974 an den Erstkunden Air France ab. Seit 2000 werden beim bis dahin rein zivilen Hersteller, durch die Übernahme von CASA, sowie ab 2014 die Schwesterfirma Airbus Helicopters, auch Flugzeugtypen für militärische Betreiber produziert. Im Oktober 2016 wurde das 10 000. Flugzeug, ein A350-900 für Singapore Airlines, ausgeliefert.
Montagewerke befinden sich in Frankreich, Deutschland, Spanien, Großbritannien, China und den USA. 1996 wurde die Tochtergesellschaft Airbus Transport International gegründet, welche die fünf Airbus-Beluga Großraumtransportflugzeuge betreibt, die meist für unternehmensinterne Logistik (Transport von vormontierten Bauteilen wie Rumpfsektionen und Tragflächen zwischen den Produktionsstandorten) verwendet werden.

### Gründung
Im Vorfeld der Gründung wurde am 2. Juli 1965 auf deutscher Seite die Arbeitsgemeinschaft Airbus für Konzeptstudien von den Firmen Bölkow (über die Tochtergesellschaft Siebel Flugzeugwerke ATG), Dornier-Werke, Hamburger Flugzeugbau (HFB), Messerschmitt AG (über die Tochtergesellschaft Flugzeug-Union Süd GmbH) und die Vereinigten Flugtechnischen Werke (VFW) mit jeweils 20 % Besitzanteil gegründet. Ziel der aus der Fusion hervorgegangenen Gesellschaft war es, konkurrenzfähige Passagierflugzeuge zu den US-amerikanischen Herstellern Boeing und McDonnell Douglas auf den Markt zu bringen. Wegen des hohen Bedarfs an Kapital und Wissen wäre dies den europäischen Flugzeugherstellern einzeln niemals möglich gewesen.
Im selben Jahr, 1965, fanden die ersten Gespräche zwischen der deutschen Airbus-Arbeitsgemeinschaft, der französischen Aérospatiale (durch Fusion der staatlichen Nord Aviation, Sud Aviation und SÉREB entstanden) und der englischen Hawker Siddeley Aviation (später Teil von British Aerospace) statt. 1967 wurde die Deutsche Airbus GmbH gegründet. Einer der Gründerväter von Airbus, der Ingenieur und Flugpionier Felix Kracht, wurde ihr Geschäftsführer.
Im Jahr 1969 fusionierten Messerschmitt, Bölkow und die HFB zu Messerschmitt-Bölkow-Blohm (MBB). Fokker fusionierte mit VFW zu VFW-Fokker. Dadurch bestand die Deutsche Airbus nur noch aus drei Gesellschaftern: MBB (60 %), Dornier (20 %) und VFW-Fokker (20 %). Wegen des hohen Eigenkapitalbedarfes schied Dornier 1970 aus der Deutschen Airbus aus. MBB übernahm 5 % und VFW-Fokker 15 % der Dornier-Anteile.
Am 18. Dezember 1970 wurde die Airbus Industrie in der Gesellschaftsform einer groupement d’intérêts économiques (GIE= wirtschaftliche Interessengemeinschaft) von den Gründungsmitgliedern der staatlichen französischen Aérospatiale und durch die Deutsche Airbus GmbH gegründet. Vorstandsvorsitzender war von 1970 bis 1975 Henri Ziegler, erster Produktionsdirektor und technischer Leiter von 1970 bis 1981 Felix Kracht. Aufsichtsratsvorsitzender wurde Franz Josef Strauß, der diesen Posten bis zu seinem Tod 1988 innehatte und in dieser Zeit den Konzern maßgeblich beeinflusst hat.
Die spanische CASA trat Airbus 1971 bei, British Aerospace folgte 1979. Welchen Stellenwert Airbus bereits in den Gründerjahren hatte, zeigte besonders die Beteiligung von British Aerospace: Das Unternehmen beziehungsweise seine Vorgängerfirma Hawker Siddeley Aviation arbeitete bereits von Anfang an als Unterauftragnehmer und Flügelproduzent, jedoch auf eigenes Risiko und ohne offizielle Beteiligung der britischen Regierung, an Airbus mit.

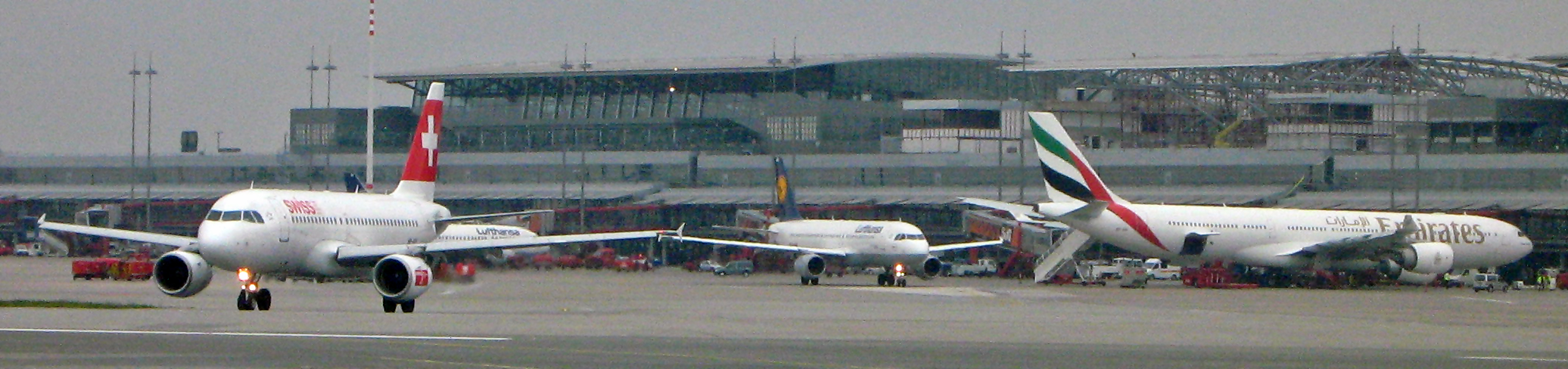
A319 der Swiss, A320 der Lufthansa und A340 der Emirates am Flughafen Hamburg

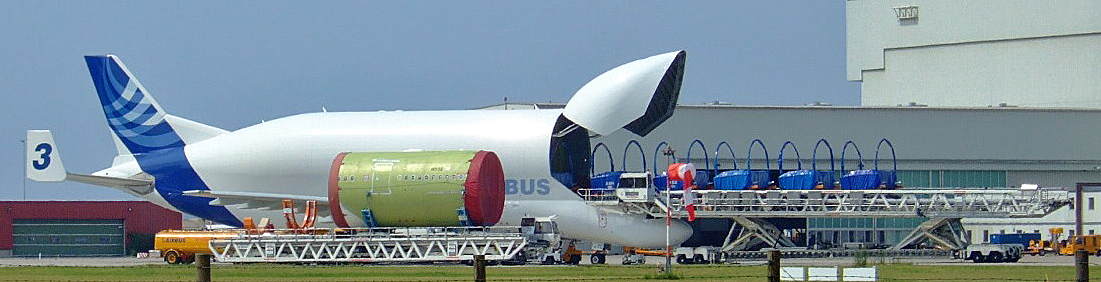
Airbus-Transportflugzeug in Hamburg (Beluga)

Im Jahr 1980 wurde VFW-Fokker wieder aufgelöst und MBB übernahm die VFW. Die Deutsche Airbus war somit eine hundertprozentige Tochtergesellschaft der MBB. Zwischen 1989 und 1992 wurde MBB von Daimler-Benz schrittweise übernommen und schließlich inklusive der Deutschen Airbus voll in die DASA integriert, die ab 1. Januar 1992 unter dem neuen Namen Deutsche Aerospace Airbus GmbH firmierte (ab 1995 Daimler-Benz Aerospace Airbus GmbH, ab 1998 DaimlerChrysler Aerospace Airbus GmbH). Die deutsche Airbus-Gesellschaft besteht heute immer noch: ab 2000 unter dem Namen EADS Airbus GmbH, ab 2014 unter Airbus Deutschland GmbH und ab 2017 unter Airbus Operations GmbH als Tochterunternehmen der EADS (heute Airbus) mit Sitz in Hamburg.
Bis zur Gründung der EADS im Jahr 2000 hielten Aérospatiale und die DASA je 37,9 % an der Airbus GIE, British Aerospace 20 % und CASA 4,2 %.

### Erfolgreiche Jahre
Die eher lose Allianz der Konsortiumsfirmen (Form einer Arbeitsgemeinschaft „ARGE/GIE“) änderte sich 2000, als sich – mit Ausnahme von British Aerospace – alle Teilnehmer zur European Aeronautic Defence and Space Company (EADS) mit Sitz in den Niederlanden zusammenschlossen. Die Airbus GIE selbst wurde 2001 wiederum in eine eigenständige Gesellschaft französischen Rechts umgewandelt, die Airbus S.A.S. mit Firmensitz in Toulouse-Blagnac. Diese Gesellschaft gehörte zu 80 Prozent der EADS und zu 20 Prozent der BAE Systems und trug deshalb den Zusatztitel an EADS joint venture with BAE Systems.
Im Jahr 2001 gingen bei Airbus erstmals mehr Flugzeugbestellungen ein als bei seinem Hauptkonkurrenten Boeing. Airbus wurde damit zum Weltmarktführer der Branche und verteidigte diese Position auch in den folgenden Jahren erfolgreich. Am 9. September 2005 konnte Airbus das 4000. Flugzeug ausliefern, eine moderne A330-300 für die Deutsche Lufthansa. Ende 2005 wurde angekündigt, bereits ab 2008 auch Flugzeuge außerhalb von Europa herzustellen. Dazu werden bis dahin sieben Milliarden Euro in Tianjin (China) investiert, um ein Werk zu errichten, in dem monatlich anfangs vier A320 gebaut werden sollen.
Im Jahr 2008 hat das Unternehmen 483 Flugzeuge ausgeliefert. Diese Zahl konnte Airbus im Jahre 2009 auf 498 erhöhen, wobei 402 vom Typ A320, 86 vom Typ A330/A340 und 10 vom Typ A380 ausgeliefert wurden. Für das Jahr 2009 konnte Airbus 310 Bestellungen brutto (ohne Stornierungen) bzw. 271 Flugzeuge netto verbuchen. Im Auftragsbuch konnte Airbus damit im Jahr 2009 3488 Flugzeuge verzeichnen, davon waren 2403 Flugzeuge des Typs der A320-Familie.

### Krise und Sanierung

#### Dolores
Nachdem Mitte der 1990er-Jahre der schwache Dollarkurs zu erheblichen Umsatzeinbrüchen bei Airbus geführt hatte, wurde von der Geschäftsleitung das Sanierungsprogramm „Dolores“ (Dollar Low Rescue) beschlossen.
Das entsprechende Wirtschaftsgutachten der externen Beratungsfirma mit Vorschlägen, ganze Standorte komplett zu schließen, wurde vorzeitig bekannt. Die Forderung der Geschäftsführung lautete, 30 % Personalabbau, 30 % Kosteneinsparung, 30 % Effektivitätssteigerung und 30 Millionen DM Rücklagen bilden, um das neue Flugzeugprogramm „A3XX“ entwickeln zu können.
Diese Forderungen wurden von den Betriebsräten als sinnvoll erkannt. Allerdings war der von der Geschäftsführung geplante Weg zur Erreichung dieser Ziele für die Arbeitnehmer nicht tragbar und es wurde ein Konzept sozialer Ausgewogenheit als Gegenstrategie entwickelt. Es organisierte sich ein gemeinsamer Arbeitskampf aller deutschen Standorte mit der Forderung, an allen Standorten die vorhandenen Fähigkeiten zu erhalten und wenn notwendig gemeinsam an allen Standorten zu schrumpfen. Dieses Konzept wurde von den Betriebsräten als „Konzept der verbundenen Gefäße“ bezeichnet. Ihre Annahme beruhte darauf, dass die Krise in der Luftfahrtbranche nur von vorübergehender Natur sei und wenn es wieder aufwärts ginge, alle Standorte dringend benötigt würden. Hierzu wurden massive öffentliche Aktionen bundesweit organisiert und durchgeführt. Mit Hilfe der örtlichen Politiker und der Bundesregierung gelang es, alle vorgegebenen Ziele ohne eine einzige betriebsbedingte Kündigung zu erreichen. Die notwendige Reduzierung der Arbeitsplätze und die Effizienzsteigerungen führten somit zu einer erheblichen Reduzierung der deutschen Arbeitsplätze bei Airbus, aber die Standorte mit ihren Kompetenzen wurden komplett erhalten.

#### A380-Krise
Im Jahr 2006 entwickelte sich aus einem scheinbar eher kleinen Anfangsproblem eine konzernweite Krise. A380-Sektionen verließen das Hamburger Werk mit zu kurzen Kabeln, weshalb es zunächst zu einer Lieferverzögerung kam. Der Fehler führte jedoch zu handfesten Diskussionen; Toulouse warf Hamburg fehlerhafte Produktion vor, Hamburg warf Toulouse vor, fehlerhafte Vorgaben gemacht zu haben. Die verschobene Auslieferung der A380 zog Umsatz- und Gewinneinbußen nach sich und der Aktienkurs des Mutterkonzerns EADS brach vorübergehend ein. Im Jahr 2006 gingen außerdem bei Boeing etwa ein Fünftel mehr Bestellungen ein.

Netto-Bestellungen von Flugzeugen seit 2001 von Airbus und Boeing.

Die Airbus-Führung verkündete zunächst geplante Kosteneinsparungen in Milliardenhöhe. Im Herbst 2006 stand nicht nur die gesamte A380-Fertigungskette auf dem Prüfstand, auch dem Management wurde mittlerweile vorgeworfen, schon seit Jahren zur A380 nur Erfolgsmeldungen gewollt und Warnungen ignoriert zu haben. Der Erfolgszwang ließ sich über die Jahre auch an steigenden Mitarbeiterzahlen erkennen. Um größere Planungssicherheit zu erlangen, wurde im September 2006 jedoch vom kurzzeitig amtierenden Airbus-Chef Christian Streiff ein kompletter Einstellungsstopp verhängt. Der branchenfremde Streiff entwickelte daraufhin den ersten Vorschlag für das Sanierungsprogramm Power8, scheiterte jedoch schließlich an den verkrusteten Strukturen bei Airbus und dem Führungsanspruch der EADS-CEOs nach dem Kauf des Airbusanteiles von BAE Systems. Negative Auswirkungen der Probleme in der Fertigung der A380 zeigten sich auch, als der Logistikkonzern FedEx seine Bestellung von zehn Maschinen der Frachtversion A380F aufkündigte und stattdessen ein Konkurrenzmodell kaufte. Daraufhin wurde die Entwicklung und Markteinführung der A380F um mehrere Jahre verschoben, um die freiwerdenden Kapazitäten für die Problemlösung der Passagierversion nutzen zu können.
2006 verkaufte BAE Systems seinen Airbus-Anteil an EADS, um sein Rüstungsgeschäft in den Vereinigten Staaten verstärken zu können. Am 6. September 2006 übernahm EADS die Anteile für 2,75 Milliarden Euro. Der Zusatztitel wurde daraufhin in Airbus an EADS Company geändert.

#### Sanierungsplan Power8
Im Januar 2007 kündigte das Airbus-Management unter Führung von Louis Gallois die Verwirklichung des nun modifizierten Einsparungsprogramms Power8 an, das die Mindereinnahmen aus den verschobenen A380-Auslieferungen kompensieren sowie die Finanzierung des A350-Programms sicherstellen sollte. Der Name leitete sich aus den acht Punkten ab, die die Geschäftsführung zur Leistungs- und Kostenverbesserung identifiziert hatte. Eigentlich gab es noch einen neunten Punkt, die Kundenzufriedenheit, aber aus Gründen der deutschen Aussprache („Power oh nein“!) wurde darauf verzichtet.
Neben Werksverkäufen sollten auch Arbeitsplätze wegfallen. Nachdem bekannt wurde, dass zwischen 8000 und 15 000 Arbeitsplätze gestrichen werden sollten, gab es vor den deutschen Werken am 2. Februar 2007 erste gewerkschaftlich organisierte Protestkundgebungen, an denen neben mehreren tausend Airbusangehörigen auch Politiker teilnahmen. Hintergrund war die Befürchtung, dass der geplante Arbeitsplatzabbau einseitig zu Lasten der deutschen Standorte ginge. Eine für den 20. Februar angekündigte Erklärung zu den konkreten Plänen des Power8 wurde am 19. Februar von Louis Gallois unbefristet verschoben. Hintergrund hier war die politische Einmischung in den deutsch-französischen Unternehmenskonflikt.
Ende Februar 2007 genehmigte der Verwaltungsrat den Sanierungsplan Power8: Demnach wurden der Abbau von bis zu einem Fünftel der 55 000 Arbeitsplätze und der Verkauf von Werken (Projekt Zephyr) in Nordenham, Varel, Augsburg und Laupheim beschlossen. Abgesehen von Laupheim sollte dort auch nach dem Verkauf eine Produktion von Airbus-Teilen stattfinden. Im Werk Hamburg-Finkenwerder sollten über 1000 Arbeitsplätze wegfallen. Auch zwei Werke in Frankreich und eines in Großbritannien sollten verkauft werden. Nach Bekanntwerden der Pläne legten die Beschäftigten des Werkes im nordfranzösischen Méaulte spontan ihre Arbeit nieder.

#### Premium Aerotec GmbH
Als eine Folge der Airbus-Krise wurde im Juli 2007 durch die deutsche Bundeskanzlerin Angela Merkel und den französischen Präsidenten Nicolas Sarkozy beschlossen, die Doppelspitze bei EADS Ende 2007 abzuschaffen; erster alleiniger Konzernchef wurde Louis Gallois, während Thomas Enders die Führung von Airbus übernahm. Um trotzdem die ausgewogene Verteilung der Gewalten zu garantieren, sollte der Deutsche Rüdiger Grube dem Verwaltungsrat von EADS vorsitzen. Einer der unter Power8 entwickelten Pläne sah vor, drei deutsche Produktionsstandorte (in Varel, Einswarden und Augsburg), die sich mit der Herstellung von Einzelteilen beschäftigten, zu verkaufen und die dort gefertigten Teile als Zulieferteile, allerdings dann weltweit ausgeschrieben, einzukaufen. Hierdurch erhoffte man sich eine deutliche Kostenreduzierung. Nachdem ein Verkauf der drei deutschen Airbuswerke gescheitert war, gab der Airbus-Konzern im September 2008 bekannt, die auszugliedernden Standorte zur Premium Aerotec mit rund 5 500 Mitarbeitern und Sitz in Augsburg zusammenlegen zu wollen. Die Geschäftsleitung gliederte auch Teile der Produktion (Einzelteilfertigung) des Airbusstandortes Bremen an Premium Aerotec GmbH aus. Diese Ausgliederung erfolgte zum 1. Januar 2010.

### Nach 2010
Im August 2013 wurde mit einem Airbus A320 an die malaysische Fluggesellschaft Air Asia das 8 000. Flugzeug ausgeliefert. Am 20. März 2015 wurde mit einem Airbus A321 für VietJet Air die 9000. Flugzeugauslieferung erreicht. Am 14. Oktober 2016 wurde das 10.000. Flugzeug, ein A350-900 für Singapore Airlines geliefert. Von 2007 bis Ende 2016 hatte Airbus die Auftragszahlen von 2533 auf 6874 mehr als verdoppelt. Für die danach folgende Zeit waren hingegen mehr Auslieferungen als Bestellungen absehbar. Mitte Oktober 2016 lieferte Airbus bereits das 10.000. Flugzeug aus.
Seit 1. Juli 2018 hält Airbus die Mehrheit an der Personengesellschaft C Series Aircraft Limited Partnership, seit 2019 Airbus Canada Limited Partnership, die den Airbus A220 produziert. Airbus erhielt im Herbst 2019 Großbestellungen von IndiGo Airlines, Emirates und Air Arabia mit einem Volumen von über 700 Flugzeugen. Die zwanzig Jahre jüngere A320-Baureihe von Airbus hat damit die Boeing 737 als meistverkauften Verkehrsjet aller Zeiten abgelöst.

### Corona
Seit 2020 erlebt die Welt die Corona-Pandemie. Ende Juni 2020 gab Airbus infolge der COVID-19-Pandemie bedingten Wirtschaftskrise den weltweiten Abbau von 15.000 Arbeitsplätzen bekannt. Davon betroffen sind mehr als 5000 Stellen in Deutschland, 5000 Stellen in Frankreich, 1700 in Großbritannien, 900 in Spanien und 1300 an weiteren Standorten. Bei den Fluggesellschaften mussten viele Flugzeuge stillgelegt werden. Das Fluggastaufkommen sank rapide und neue Sicherheitsbestimmungen (z. B. Atemmasken, größerer Abstand) waren einzuhalten. Airbus machte 2020 Verluste. Doch schon 2021 konnten wieder erhebliche Gewinne erwirtschaftet werden. Die Auftragslage der Zivilflugzeugsparte und die Produktion der Flugzeuge sind dabei sich wieder zu normalisieren.

### Historische Logos

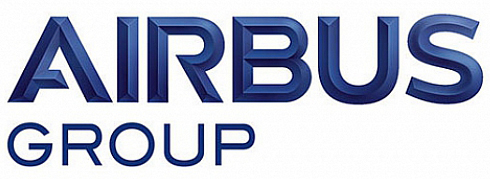
Logo von Airbus Industrie GIE (1970–2000) und Airbus SAS (2001–2016)

Logo der Airbus Defence and Space NV (2000–2014), Airbus Group NV (2014–2015) und der Airbus Group SE (2015–2017)